# Sigve Lie
Sigve Lie (1 de abril de 1906 — 18 de março de 1958) foi um velejador norueguês, medalhista olímpico. Ele competiu nos Jogos Olímpicos de Verão de 1948 e 1952 na classe Dragon e conquistou a medalha de ouro em ambas as ocasiões a bordo do Pan, ao lado de Thor Thorvaldsen e Hakon Barfod. Lie também ganhou a Copa Ouro em Arendal em 1948 e em Vejle em 1950.